# Acacieae
Acacieae je tribus mahunarki, dio potporodice Caesalpinioideae.

## Rodovi
Postoji više priznatih rodova:
1. Acacia Hill (1075 spp.)
2. Acaciella Britton & Rose (18 spp.)
3. Mariosousa Seigler & Ebinger (13 spp.)
4. Vachellia Wight & Arn. (168 spp.)
5. Acacia sensu lat. (3 spp.)
6. Senegalia Raf. (227 spp.)
7. Parasenegalia Seigler & Ebinger (11 spp.)
8. Pseudosenegalia Seigler & Ebinger (2 spp.)